# Pocky (Markenname)

Logo der europäischen Variante Mikado

Pocky (jap. ポッキー, Pokkī, [pokːiː] ) ist ein Süßwaren-Produkt, das von der japanischen Firma Ezaki Glico hergestellt wird. Erstmals wurde es 1965 unter dem Namen Chocoteck verkauft. Pocky besteht aus dünnen Keks-Stäbchen, die mit Schokolade umhüllt sind. Der Name Pocky bezieht sich auf das lautmalerische japanische Wort pokkin (ポッキン), welches das Geräusch beschreiben soll, das entsteht, wenn man das Keksstäbchen abbeißt. Mittlerweile gibt es Pocky in zahlreichen Geschmacksrichtungen, unter anderem: Mandel, Erdbeere, Milch, Mousse, Grüner Tee und Kokosnuss.
Pocky wird in weiten Teilen Europas und Nordamerikas sowie in einigen asiatischen Ländern vertrieben. In Europa und somit auch in Deutschland, Österreich und der Schweiz wird Pocky unter dem Namen Mikado verkauft. Dieser Name bezieht sich auf das Spiel Mikado bzw. auf den japanischen Kaiser, den Tennō.
Während das Produkt Pocky in Japan sehr bekannt und beliebt ist, bekommt man es in den USA nicht in jedem Geschäft, das Süßwaren führt, sein Ruf scheint dort vor allem durch die japanische Herkunft geprägt. In Europa, respektive Deutschland, ist das Pendant Mikado in nahezu jedem Supermarkt erhältlich. Die vielfältigen Geschmacksrichtungen sind aber nicht in Deutschland erhältlich.
Mikado ist ein Produkt der Générale Biscuit Glico France S.A. unter Lizenz von Ezaki Glico. Das Produkt wird in Frankreich von LU hergestellt, einem Unternehmen von Mondelēz International. Auch der europäische Vertrieb wird von Mondelēz International durchgeführt. Die Palette an Geschmacksrichtungen, die man in Japan oder den USA ausgedehnt vorfindet, beschränkt sich in den europäischen Vertriebsländern meist auf Milchschokolade und Zartherb, ab 2011 auch mit weißer Schokolade.